# Studnica (województwo warmińsko-mazurskie)
Studnica (niem. Schönborn) – wieś w Polsce położona w województwie warmińsko-mazurskim, w powiecie olsztyńskim, w gminie Jeziorany.
W latach 1975–1998 miejscowość położona była w województwie olsztyńskim. Wieś znajduje się w historycznym regionie Warmia.